# Moisés Sierra
Moisés Sierra (nacido el 24 de septiembre de 1988 en Santo Domingo) es un jardinero dominicano que juega para los Reales de Kansas City en las Grandes Ligas.

## Biografía
Sierra comenzó su carrera profesional en 2006, jugando para los Dominican Summer Blue Jays. Ese año, bateó .253 con cuatro jonrones, 26 carreras impulsadas y 17 bases robadas en 69 partidos. Jugó para los Gulf Coast League Blue Jays en 2007, bateando .203 con cinco jonrones y 15 carreras remolcadas. En 2008, estuvo jugado con Lansing Lugnuts, donde bateó .246 con nueve jonrones, 39 carreras impulsadas 39 y 12 bases robadas. Dividió el 2009 entre los equipos Dunedin Blue Jays y New Hampshire Fisher Cats, llegando a un total combinado de .292 con seis jonrones y 62 carreras remolcadas. En 2010, dividió la temporada entre los equipos Gulf Coast League Blue Jays y Dunedin Blue Jays, alcanzando un total combinado de .211 de promedio en 20 partidos.